# Léon Denis
Léon Denis (ur. 1 stycznia 1846 w Foug, zm. 12 marca 1927 w Tours) – spirytystyczny filozof i, obok Gabriela Delanne i Camille'a Flammariona, jeden z najważniejszych kontynuatorów myśli spirytystycznej po śmierci Allana Kardeca. Uczestniczył w konferencjach i międzynarodowych kongresach spirytystycznych w całej Europie. Bronił aktywnie idei, zgodnie z którą dusza, już pozbawiona ciała fizycznego, kontynuuje swoje życie po śmierci. W swoich dziełach pisał także wiele na temat konsekwencji etycznych i filozoficznych tej teorii.

## Notka biograficzna
Już w młodym wieku ze względu na trudną sytuację życiową został zmuszony do porzucenia nauki w szkole i podjęcia pracy w polerowni metali. Wciąż jednak dużo czytał i, mając 18 lat, natrafił na Księgę Duchów. Po lekturze tej książki stał się gorliwym zwolennikiem spirytyzmu. Miał 23 lata, gdy zmarł Allan Kardec, którego dzieła bardzo zainspirowały młodego Denisa. W czasie wojny, która ogarnęła Francję w 1870 r. służył w wojsku w stopniu podporucznika i nawet na froncie uczestniczył w seansach spirytystycznych organizowanych, by pomóc innym żołnierzom. Gdy wojna się skończyła, rozpoczął pracę w handlu, dzięki której miał szansę podróżować po całej Europie..
Odegrał ważną rolę w rozpowszechnianiu wiedzy spirytystycznej. Wielokrotnie był zmuszony uczestniczyć w żarliwych dysputach, a jego przeciwnikami byli między innymi przedstawiciele materializmu, ateizmu, czy też niektórych religii. W tej walce, jak twierdzą spirytyści, wspierał go duch Hieronima z Pragi, a także istota z zaświatów przedstawiająca się jako „niebieski Duch”.
Pomimo iż był samoukiem, natura obdarzyła go wyjątkową inteligencją. Napisał wiele tekstów, które świadczą o jego wyjątkowej umiejętności analizy faktów, a także dużych zdolnościach literackich. Jak wiele osób z początku XX wieku, uczestniczył aktywnie w pracach lóż masońskich.
Od 1910 jego wzrok zaczął się pogarszać, co jednak nie przeszkodziło mu w kontynuacji prac nad obroną teorii dotyczących życia po śmierci. Niedługo po zakończeniu I wojny światowej nauczył się alfabetu Braille’a.
Liczba spirytystycznych dzieł, która wyszła spod jego pióra, a także jego poświęcenie i cechy charakteru przyczyniły się do tego, że wiele osób nazywa go „Apostołem Spirytyzmu"

## Léon Denis a Polska
Léon Denis od czasów swojego pobytu w wojsku, gdy jego dowódcą był generał Ludwik Mierosławski, ogromną sympatią darzył Polaków i Polskę. Z tego też względu zdecydował się nawet napisać specjalną przedmowę do polskiego wydania swojej najbardziej znanej książki „Życie po śmierci”

## Lista dzieł

### Pełna lista dzieł w kolejności chronologicznej
- 1880: Tunis et l'Île de Sardaigne [Tunis i wyspa Sardynii] (broszura)
- 1880: Le Médecin de Catane [Lekarz z Katanii] (nowela)
- 1880: Giovanna (nowela)
- 1885: Le Pourquoi de la Vie [W jakim celu żyjemy]
- 1889: Après la Mort [Życie po śmierci] (wydanie poprawione: 1920)
- 1898: Christianisme et Spiritisme [Chrystjanizm a Spirytyzm] (wydanie poprawione: 1920)
- 1901: L'Au-delà et la Survivance de l'Être [Zaświaty i nieśmiertelność duszy] (broszura)
- 1903: Dans l'Invisible [W świecie niewidzialnym] (wydanie poprawione: 1924)
- 1905: Le Problème de l'Être et de la Destinée [Kwestia bytu i przeznaczenia] (wydanie poprawione: 1922)
- 1910: Jeanne d’Arc Médium [Joanna d’Arc – medium](wydanie poprawione: 1926)
- 1911: La Grande Enigme [Wielka zagadka] (wydanie poprawione: 1921)
- 1919: Le Monde Invisible et la Guerre [Świat niewidzialny a wojna]
- 1921: Esprits et Médiums [Duchy i media] (broszura)
- 1921: Synthèse doctrinale et pratique du Spiritualisme [Praktyczna synteza teorii spirytualistycznej]
- 1921: Le Spiritualisme et le Clergé Catholique [Spirytualizm a Kościół Katolicki]
- 1924: „Socialisme et Spiritisme” [Socjalizm a spirytyzm] (artykuł w Przeglądzie Spirytystycznym)
- 1924: Jaurès Spiritualiste [Jaurès – spiritualista]
- 1924: La question Celtique et le Spiritisme [Kwestia celtycka a spirytyzm]
- 1927: Le Génie Celtique et le Monde Invisible [Geniusz Celtów a świat niewidzialny]

### Dzieła przetłumaczone na język polski
- Życie po śmierci (Après la Mort), tłum. Janina Kreczyńska, ostatnie wydanie (opatrzone wstępem i przypisami): Oficyna Wydawnicza Rivail, 2010
- Wielka zagadka (La Grande Énigme), tłum. Kazimiera Chobotowa, ostatnie wydanie: Wydawnictwo MITEL, 1992
- Medjumizm a Biblia, Wydawnictwo „Hejnał” – Wisła (Śląsk Cieszyński); 1936 (broszura)
- Chrystjanizm a spirytyzm (Christianisme et Spiritisme), tłum. Kazimiera Chobotowa, Wydawnictwo „Hejnał” – Wisła (Śląsk Cieszyński); 1936
- Po co żyjemy?, tłum. Janina Kreczyńska, ostatnie wydanie: Oficyna Wydawnicza Rivail, 2011